# Isfrun
Isfrun (fin. Jäärouva) är en litterär figur i Tove Janssons romaner om Mumintrollen som introducerades i boken Trollvinter.
Isfrun är en otroligt vacker kvinna som dock är den farligaste varelsen i hela Muminvärlden – till och med Mårran fruktar henne. Hon kallas även för "den Stora Kölden" (fin. Suuri Pakkanen, "den Stora Frosten"), och vid ögonkontakt med Isfrun fryser man till is. Hon besöker Mumindalen en gång varje vinter och gjorde sitt första framträdande i Trollvinter.
Isfrun är en av de få karaktärer som Tove Jansson själv inte har illustrerat. Anledningen var att Jansson ville att läsaren själv skulle skapa en bild av Isfrun (det som Tove Jansson tyckte var vackert skulle kanske inte läsaren tycka vara lika vackert). I Trollvinter beskrivs hon som "vit som stearin med kalla blå ögon".
I tablån "Badhuset", gjord av Tuulikki Pietilä, avbildas Isfrun som en lång blond kvinna med blå ögon iförd en silvervit klänning och brudslöja. Tablån är permanent utställd på museet Mumindalen i Tammerfors. Vidare har avbildningar gjorts i TV-serierna Jul i Mumindalen (avsnittet "Isfrun"), Mumintrollen (avsnittet "Den stora kölden") samt I Mumindalen (avsnittet "Mumintrollet upplever vintern").